# Pangrapta albiseriata
Pangrapta albiseriata är en fjärilsart som beskrevs av George Francis Hampson 1926. Pangrapta albiseriata ingår i släktet Pangrapta och familjen nattflyn. Inga underarter finns listade i Catalogue of Life.